# Frea sparsa
Frea sparsa là một loài bọ cánh cứng trong họ Cerambycidae.